# Jarama (Ruanda)
Jarama è un settore (imirenge) del Ruanda, parte della Provincia Orientale e del distretto di Ngoma.